# Reinhard Mürle
Reinhard Mürle (* 11. Mai 1939 in Pernitz) ist ein deutscher Politiker (SPD).

## Leben und Beruf
Reinhard Mürle stammt aus Pforzheim. 1959 machte er sein Abitur.
Später war er Oberstudiendirektor und engagierte sich in Lions Club und der Löblichen Singergesellschaft sowie in der SPD.

## Politik
Für den 1975 verstorbenen Fritz Bauer rückte er am 15. April 1975 in den Landtag von Baden-Württemberg nach und war bis zum Ende der 6. Legislaturperiode 1976 Mitglied des Landtags.

## Familie
Er ist verheiratet mit Gertrud.

## Werke
- Euphemia – die englische Königstochter im Pforzheimer Frauenkloster, Legende und Wirklichkeit, ein Beitrag zur Klostergeschichte Pforzheims im Mittelalter. Labhard, Konstanz 1993.

Aufsatz in:
- Pforzheim im Mittelalter. Studien zur Geschichte einer landesherrlichen Stadt. ISBN 978-3-89735-394-7